# Schulendorf
Schulendorf er en kommune i det nordlige Tyskland, beliggende i Amt Büchen under Kreis Herzogtum Lauenburg. Kreis Herzogtum Lauenburg ligger i delstaten Slesvig-Holsten.

## Geografi
Schulendorf ligger ca. 11 km nord for Lauenburg og omkring 35 km øst for Hamborg.
Kommunen består ud over selve Schulendorf af landsbyerne Bartelsdorf og Franzhagen.